# フォルクスワーゲン・コラード
コラード（Corrado）は、ドイツの自動車メーカー、フォルクスワーゲンが欧州、北米、日本で販売していた3ドアハッチバッククーペである。事実上、シロッコの後継車にあたる。なお、コラードとはスペイン語で「疾走する」という意味のコレールを元にした造語である。

## 概要
1988年にフォルクスワーゲン初のリアルスポーツカーとして発表された。カルマンと共同開発され、ライバルとしてはポルシェ・944が想定されていた。また多くの基本コンポーネントはゴルフIIと共有されており、ゴルフIIの派生車種として位置づけられている。ただしプラットフォームの前半分がゴルフIIと共通のA2プラットフォームだったのに対し、後ろ半分は3代目パサートと共通のB3プラットフォームが採用されており、内装も当時のゴルフではなくパサートと共通の意匠を持つなど、ゴルフとパサートの中間に位置するグレードだった。チルト式ステアリングコラムも採用されている。
乗車定員は2+2名。リア・オーバーハングは短くラゲッジルームも狭かったが、リアシートを倒すことで容量を拡大できた。テールゲートに装備されていたスポイラーは70km/h（後に90km/hに変更された）で展開され20km/hで格納されるという速度感応の可変式で、手動での操作も可能だった。安全面ではホイールスピンを防ぐEDS（エレクトロニック・ディファレンシャルロック・システム）を始め、ABSも装備され、後に運転席と助手席のエアバッグも標準装備とされた。タイヤのインチはモデルライフを通じて変更が多かった。
スポーツカーとしての評価は高かったものの売り上げは振るわず、1995年に生産中止された。直接の後継車は登場せず、カルマンギアに端を発するフォルクスワーゲンの2ドア専用モデルは、クーペカブリオレであるイオスが2006年に登場するまで不在となる。またフォルクスワーゲンは同年のパリモーターショーでアイロック (Iroc) と呼ばれるコンセプトスポーツモデルを発表しているが、こちらは2008年よりシロッコの名を復活させた上で発売され、コラード以来久しぶりのフォルクスワーゲン製スポーツクーペが登場した。

## バリエーション
イギリスなどでは右ハンドル仕様が販売されていたが、日本では左ハンドルのまま輸入された。

### G60
Gラーダーと呼ばれるスーパーチャージャーを搭載した直列4気筒SOHC 1,780ccのエンジンに、5速MTを組み合わせたモデル。最高出力160PS/5,600rpm、最大トルク22.9kg・m/4,000rpmを発揮した。VR6と16Vの登場に伴い生産終了した。

### VR6
狭角V型6気筒SOHCエンジン搭載。この「VR6」エンジンはパサートとともに導入され、フォルクスワーゲン車にV型エンジンが導入されたのはこれが初めて。またコラードに搭載されたVR6エンジンは、排気量が標準タイプから70cc拡大された2,861ccの強化仕様である。さらに5速MTの他に、コラードとして初めて4速ATも採用された。最高出力190PS/5,800rpm、最大トルク25.0kg・m/4,200rpmを発揮した。G60の事実上の後継モデルと言えよう。

### 16V
後にゴルフGTI 16Vにも搭載された直列4気筒DOHC16Vエンジンを採用、変速機は5速MTと4速ATを選択できた。日本での価格が400万円を切る、コラードのエントリーモデルとしての設定だったが、VR6に比べてフロントの重量配分が軽く機敏性があった。スペックは、排気量1,984cc、最高出力135PS/5,800rpm、最大トルク18kg・m/4,400rpm。VR6よりも1年早くカタログ落ちした。

## 歴史

### 初代（1988年〜1995年）
- 1988年 - 欧州で発売開始。G60のみのモノグレードだった。
- 1990年 - 日本と北米に導入が開始される。
- 1991年 - マイナーチェンジ。外観の一部と装備に細かい変更を受ける。ドイツ本国でVR6が追加。
- 1992年 - 日本国内で7月からVR6が販売開始、12月にG60が販売終了。ドイツ本国で16Vが追加。
- 1993年 - 日本国内で1月に16Vが販売開始、10月に標準装備等の小変更。
- 1994年 - この年をもって16Vの販売が終了する。
- 1995年 - 生産終了。日本ではVR6のモノグレードで12月まで販売された。